# Dropptangara
Dropptangara (Ixothraupis guttata) är en fågel i familjen tangaror inom ordningen tättingar.

## Utseende
Dropptangaran är en liten tangara med rätt kraftig näbb. Fjäderdräkten är limegrön ovan och vitaktig under, tätt strödd med svarta fläckar. Vingpennorna har ljusblå kanter. Könen är lika.

## Utbredning och systematik
Dropptangaran har en vid utbredning från Costa Rica i Centralamerika söderut till norra Sydamerika. Den delas in i sex underarter med följande utbredning:
- Ixothraupis guttata eusticta – förekommer i sluttningar mot Karibien i Costa Rica och västra Panama
- Ixothraupis guttata tolimae – förekommer i östsluttningar i centrala Anderna i Colombia (Tolima)
- Ixothraupis guttata bogotensis – förekommer i Colombia (öster om Anderna) och angränsande västra Venezuela
- Ixothraupis guttata chrysophrys – förekommer i Venezuela och nordvästligaste Brasilien (Sierra de Curupira)
- Ixothraupis guttata guttata – förekommer i sydöstra Venezuela (södra Bolivar) och längst upp i norra Brasilien (Roraima)
- I. g. trinitatis – förekommer i bergen på norra Trinidad

### Släktestillhörighet
Tidigare inkluderades arten i släktet Tangara, men genetiska studier har visat att den och dess släktingar står närmare Thraupis. Andra auktoriteter inkluderar istället både Ixothraupis och Thraupis i Tangara. 

## Levnadssätt
Dropptangaran hittas i skogar och skogsbryn, i par eller småflockar, ofta tillsammans med andra tättingar. Den tendererar att hålla sig i skogens mellersta och övre skikt. Födan består av frukt och kan ses besöka fågelmatningar där frukt finns tillgängligt.

## Status och hot
Arten har ett stort utbredningsområde, men tros minska i antal, dock inte tillräckligt kraftigt för att den ska betraktas som hotad. Internationella naturvårdsunionen IUCN listar arten som livskraftig (LC). Beståndet uppskattas till i storleksordningen en halv miljon till fem miljoner vuxna individer.